# Championnats d'Europe de gymnastique artistique masculine 1965
Navigation
Édition précédente Édition suivante
Le 6e championnat d'Europe de gymnastique artistique masculine s'est déroulé à Anvers en Belgique en 1965.

## Résultats

### Concours général individuel
| Rang               | Gymnaste                | Total  |
| ------------------ | ----------------------- | ------ |
| Médaille d'or      | Franco Menichelli (ITA) | 57.550 |
| Médaille d'argent  | Viktor Lisitsky (URS)   | 57.500 |
| Médaille de bronze | Sergei Diamidov (URS)   | 56.950 |

### Finales par engins

#### Sol
| Rang              | Gymnaste                | Total |
| ----------------- | ----------------------- | ----- |
| Médaille d'or     | Franco Menichelli (ITA) | 19.50 |
| Médaille d'argent | Miroslav Cerar (YUG)    | 18.95 |
| Médaille d'argent | Viktor Lisitsky (URS)   | 18.95 |

#### Cheval d'arçon
| Rang               | Gymnaste              | Total |
| ------------------ | --------------------- | ----- |
| Médaille d'or      | Viktor Lisitsky (URS) | 19.35 |
| Médaille d'argent  | Miroslav Cerar (YUG)  | 19.25 |
| Médaille de bronze | Sergei Diamidov (URS) | 19.20 |
| Médaille de bronze | Olli Laiho (FIN)      | 19.20 |

#### Anneaux
| Rang               | Gymnaste                | Total |
| ------------------ | ----------------------- | ----- |
| Médaille d'or      | Viktor Lisitsky (URS)   | 19.35 |
| Médaille d'or      | Franco Menichelli (ITA) | 19.35 |
| Médaille de bronze | Miroslav Cerar (YUG)    | 19.25 |

#### Saut
| Rang              | Gymnaste              | Total |
| ----------------- | --------------------- | ----- |
| Médaille d'or     | Viktor Lisitsky (URS) | 19.10 |
| Médaille d'argent | Georgi Adamov (BUL)   | 18.95 |
| Médaille d'argent | Raimo Heinonen (FIN)  | 18.95 |
| Médaille d'argent | Age Storhaug (NOR)    | 18.95 |

#### Barres parallèles
| Rang               | Gymnaste                | Total |
| ------------------ | ----------------------- | ----- |
| Médaille d'or      | Miroslav Cerar (YUG)    | 19.50 |
| Médaille d'argent  | Franco Menichelli (ITA) | 19.35 |
| Médaille de bronze | Sergei Diamidov (URS)   | 19.25 |
| Médaille de bronze | Erwin Koppe (GDR)       | 19.25 |

#### Barre fixe
| Rang               | Gymnaste                | Total |
| ------------------ | ----------------------- | ----- |
| Médaille d'or      | Franco Menichelli (ITA) | 19.55 |
| Médaille d'argent  | Viktor Lisitsky (URS)   | 19.40 |
| Médaille de bronze | Sergei Diamidov (URS)   | 19.35 |

## Tableau des médailles
| 1 | {{country data {{{1}}} | Pays/callback | name = | variant= | size= }} | ? | ? | ? | ? |
| 2 | {{country data {{{1}}} | Pays/callback | name = | variant= | size= }} | ? | ? | ? | ? |
| 3 | {{country data {{{1}}} | Pays/callback | name = | variant= | size= }} | ? | ? | ? | ? |
| 4 | {{country data {{{1}}} | Pays/callback | name = | variant= | size= }} | ? | ? | ? | ? |
| 5 | {{country data {{{1}}} | Pays/callback | name = | variant= | size= }} | ? | ? | ? | ? |
| 6 | {{country data {{{1}}} | Pays/callback | name = | variant= | size= }} | ? | ? | ? | ? |
| 7 | {{country data {{{1}}} | Pays/callback | name = | variant= | size= }} | ? | ? | ? | ? |
| 8 | {{country data {{{1}}} | Pays/callback | name = | variant= | size= }} | ? | ? | ? | ? |